# Cassiella
Cassiella is een geslacht van slakken uit de familie van de Cerithiidae. De wetenschappelijke naam van het geslacht is voor het eerst geldig gepubliceerd in 1987 door Gofas.

## Soorten
De volgende soort is bij het geslacht ingedeeld:
- Cassiella abylensis Gofas, 1987